# قيم (الفلسفة الغربية)

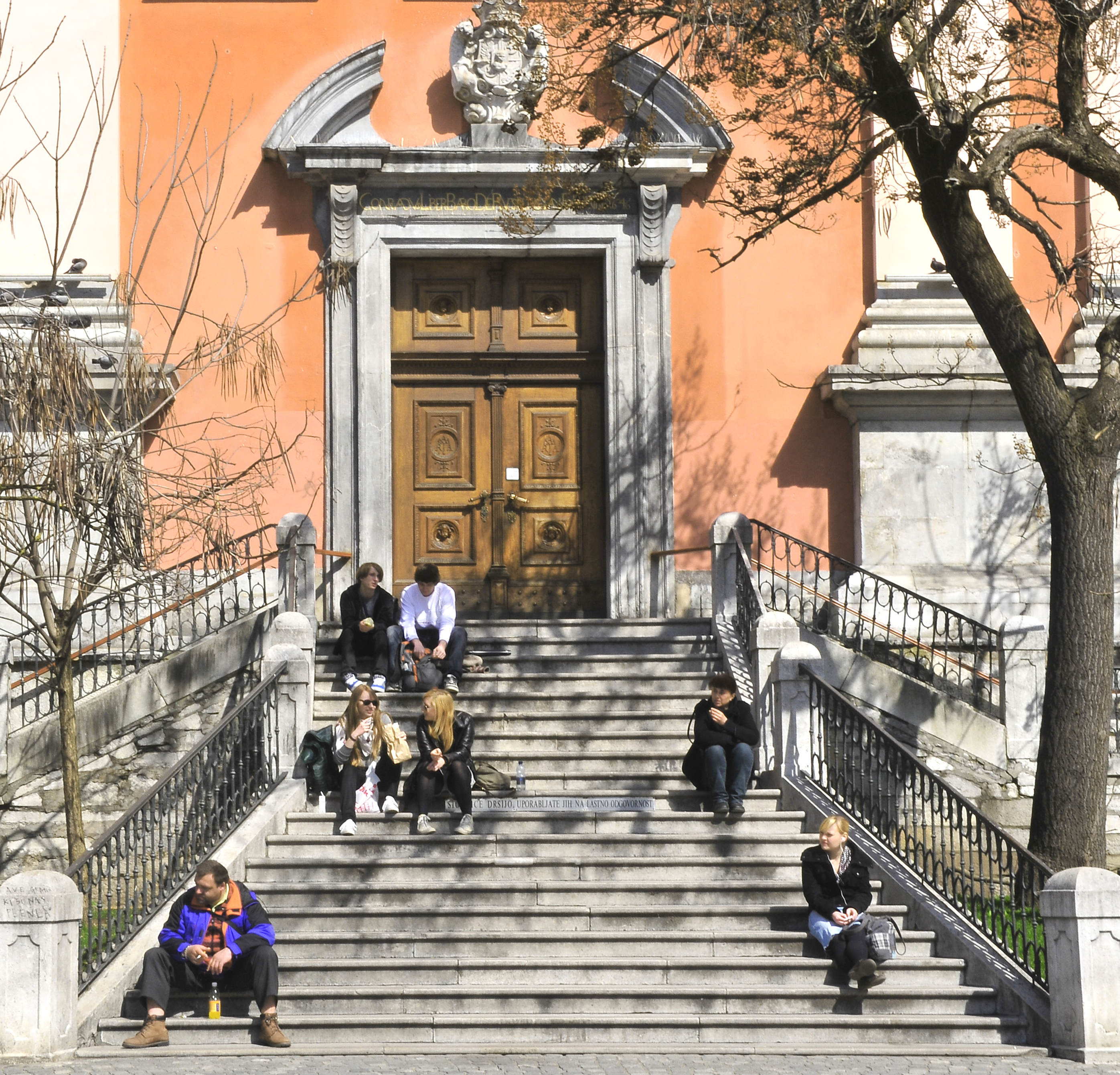
لكل فرد إحساسه الداخلي بالقيم بخصوص الأشياء التي تؤثر عليهم.

قد تكون القيم التي يحملها المرء شخصية أو سياسية بالاستناد إلى مدى ارتباطها بالفرد أو بالمجتمع. إلى جانب الفضيلة الأخلاقية، تشمل الأمثلة على القيم الشخصية كلًا من الصداقة، والمعرفة، والجمال وغيرها، بينما تشمل القيم السياسية بدورها كلًا من العدالة، والمساواة والحرية. يهدف هذا المقال إلى تسليط الضوء على الأفكار الحالية ذات الصلة بالمجموعة الأولى – القيم الشخصية. يعتمد المقال على المراجع والمصادر الغربية بشكل حصري مع الاعتراف بأن الكثير من القيم التي يناقشها، إن لم يكن جميعها، عالمية.

## القيم الأولية

### القيم الجمالية
يجمع فرانكينا في قائمة القيم الخاصة به الجمال مع التناغم، والتناسب والتجربة الجمالية. توجد أنواع عديدة للقيم المختلفة التي يمكن تصنيفها مع هذه الفئة، إذ يميز فرانكينا نفسه بين «التناغم والتناسب في المواضيع التي يتأملها المرء» و«التناغم والتناسب في حياة المرء الخاصة». يشير فرانكينا إلى أفلاطون، الذي اقترح في البداية أن المتعة الجمالية كامنة في «جمال اللون والشكل» في حوار فيليبوس، واقترح مرة أخرى في كتاب الجمهورية أن أهمية الخصائص الشكلية مثل التناغم والتناسب غير مقتصرة على الفن والموسيقا، بل يمتد تأثيرها على «الحياة الجيدة» التي تحتوي في حد ذاتها على «الشكل»، و«التنوع» و«التوازن».
يظهر تمييز آخر ناجم عن التساؤل حول ما إذا كانت القيمة الجمالية كامنة في الموضوع المتأمل به أم في التجربة التأملية بحد ذاتها. يشير جيمس شيلي في مقاله مفهوم الجمالية إلى أن مصطلح «الجمالية / aesthetic» مشتق من الكلمة اليونانية aesthesis، التي تعني الإدراك الحسي أو الوعي، ويميل أكثر نحو التفسير الأخير؛ يوضح جورج ديكي في كتابه الفن والجمالية أهمية الإدراك والوعي وتطوراتهما في النظرية الجمالية؛ يشير تسيمرمان بدوره إلى جورج إدوارد مور الذي كتب فيما يتعلق بالفن والجمال «حتى الآن، تكمن القيمة الأعلى التي نعرفها أو يمكننا تخيلها في بعض الحالات المحددة من الوعي». ابتدأ كل من فرانكينا ونيكولاي هارتمان، الذي ذكره فرانكينا، قوائم القيم بعدد من المجموعات التي تضم الوعي، والحياة والوجود، ويشير هارتمان أيضًا إلى نيتشه الذي اعتبر بدوره أن قيمة الجمال في الفن أو الطبيعة كامنة في الوعي المتزايد بالحياة بوصفها «التأكيد على الوجود».
يصف شيلي مفهوم «اللامبالاة»، بعيدًا عن «الفورية» أو «تركيز انتباه المرء على الموضوع»، الذي يمثل أحد مفاهيم كانط المنطوية على النظر في الأشياء بموضوعية وحيادية. يشير أيضًا إلى شوبنهاور الذي أدرك أنه عند النظر في الإدراك الحسي باعتباره المعيار الوحيد للقيمة الجمالية، يمكن بالتالي، مع عقل مجرد من الاهتمام العملي والمفاهيم الثقافية المسبقة، اعتبار أي شيء على الإطلاق جميلًا: «لا يمكن النظر في الشيء بوصفه أكثر جمالًا من شيء آخر إلا عند امتلاكه القدرة على جعل هذا التأمل النقي أكثر سهولة». انتقد سارتويل وجهة النظر هذه لاعتبارها مصطلح الجمال عديم المعنى في النهاية. مع ذلك، استطاع شيلي توضيح المعايير المختلفة للقيمة الجمالية التي ينطوي عليها هذا المنظور: أولًا، توجد قيمة في العلاقات الرسمية البسيطة، وفي التناغم، والنعمة والتوازن، فضلًا عن أي جانب موضوعي آخر مثير لاهتمام الناقد الجيد؛ ثانيًا، توجد قيمة في إدراك اختلاف الناس في أذواقهم وتفضيلاتهم الطبيعية، سواء شملت هذه التفضيلات، على سبيل المثال، «الدراما أو الكوميديا»، أو مدى اعتبار العمل لافتًا بطريقة ما؛ وثالثًا، توجد قيمة في إدراك وجود «الخصائص غير المعروضة»، وفهم أن هذا العمل، أو الإدراك الحسي، موجود داخل «سياق فني تاريخي» حيث يمكن لمعرفة «عالم الفن» وحدها، وفقًا لمصطلحات دانتو، تسهيل شعورنا «بالمشاعر الصحيحة».
بالإضافة إلى وجهات النظر القائلة إن القيمة الجمالية كامنة إما في الموضوع أو في التجربة الذاتية، ظهرت وجهة نظر قائلة إن القيمة الجمالية كامنة في نوع من الارتباط بين الاثنين. كتب جي. إي. مور أن القيمة غير موجودة في «الموضوع الجميل» ولا في «الإدراك الحسي الواعي»، بل يمكن إيجادها في العلاقة التي تربط الاثنين. خلص شيلي بدوره إلى فكرة وجود علاقة متبادلة ما بين الذات والموضوع، وأعطى مثالًا على ذلك في رباعية بارتوك، التي تنطوي على «نقل القيمة، التي تنتمي في الأصل إلى الرباعية، إلى التجربة، قبل عكسها مرة أخرى على الرباعية».

### القيم الأخلاقية
تشمل المجموعة الثانية من القيم التي صنفها فرانكينا كلًا من السعادة، والفضيلة، واللذة، والرضا والقناعة – قيم مرتبطة تقليديًا مع مجال الأخلاقيات. يشير تسيمرمان إلى أفلاطون واهتمامه المتكرر بطبيعة الخير، وكيف يجب على المرء عيش حياته وما إذا كان الأمر عائدًا إلى اللذة أم الفضيلة في الوصول بنا إلى السعادة. بالنسبة إلى اللذة، يمكن اعتبار الطعام، والشراب والمأوى بمثابة السلع البسيطة – يعطي الناس القيمة لهذه الأمور، ويقدرون العمل الذي يدخل في توفيرها واللذة التي تأتي من الاستمتاع بها. أشار تسيمرمان عند سؤاله عن سبب اعتبار الأكل قيمة إلى أرسطو الذي قال إن القيمة كامنة في «النشاط السليم أو أداء الأشياء وفقًا لطبيعتها» وإن «الممارسة النشطة لملكات المرء من شأنها توليد اللذة».
بالنسبة إلى الفضيلة، تشير إلينور ماسون إلى جون ستيوارت مل الذي ميز بين القيم الأدنى والقيم الأعلى. يكمن هذا الفرق بين السبب الفعال والسبب النهائي: يشمل السبب الفعال الجوع، والعطش والحاجة إلى مأوى، بينما ينشأ السبب النهائي عن امتلاكنا نظرة عامة على العلاقة بين السبب والنتيجة ما يسمح لنا بتحديد الغاية المرغوبة ثم اتخاذ القرار بشأن الوسائل المستخدمة للوصول إلى هذه الغاية. إذا كانت هذه الغاية متمثلة في السعادة أو الرفاهية، تصبح بعض القيم مثل الصداقة، والمعرفة والجمال، بالإضافة إلى القوت المادي، ذرائعية في تحقيق هذه الغاية. يشير ماسون إلى جي. إي. مور الذي أدرك وجود «تعددية حاملي القيمة» مع إدراكه فضائل «الصناعة والاعتدال». يُعتبر الحب، والجمال والصداقة قيمًا جوهرية (أي الخير في حد ذاتها) عوضًا عن اعتبارها قيمًا ذرائعية، إذ لا تؤدي هذه القيم في جميع الحالات إلى اللذة أو السعادة.
تشمل الأمثلة على الفلاسفة الآخرين ممن كتبوا حول القيمة جون ديوي، الذي ذكره كل من فرانكينا وتسيمرمان، إذ شكك ديوي في وجود القيم الجوهرية من أساسها. اعتبر ديوي جميع القيم ذرائعية. قارن ديوي الحياة «بتيار مستمر» من السبب والنتيجة، وأطلق عليه اسم «استمرارية الوسائل والغايات»، إذ يؤدي نقص الطعام، على سبيل المثال، إلى نشاط بشري مسبب لهدر أكبر للطاقة، ما يزيد الحاجة لمزيد من الطعام وهكذا. ذكر ديوي، مثل أرسطو، أن القيمة كامنة في الاقتصاد وفي الأداء الفعال للإنسان فيما يتعلق بالنطاق الكلي من الاحتياجات والرغبات. تنشأ هذه الاحتياجات من «التفاعل المستمر بين الإنسان وبيئته» إذ قدّم ديوي فكرة وجود «إطار» من القيم القادرة على التعامل بفعالية مع مختلف فئات الكينونة التي تساهم في بيئتنا.